# 廖夢覺
廖夢覺（Liu Mung Kok），活躍於20世紀30年代及60年代的香港粵劇與電影演員及男歌手。廖夢覺是香港第一齣有聲電影《傻仔洞房》（1933年9月20日公映）的男主角，該片亦是他的銀幕處男作；廖夢覺的息影作亦是諧星歐陽儉的遺作《情比金堅》及《苦雨春風》（1962年公映）。
廖夢覺（丑生）、楚賓（文武生）與林小梅（正印花旦）演出由梁金棠編撰的粵劇《帝女花》由廣東省廣州市的「散天花劇團」在1934年10月25日（星期四）首次公演。
廖夢覺最初是鐘聲慈善社的話劇團之活躍份子，以《傻仔洞房》一曲成名，因外貌關係主要飾演電影裡的諧角，第二次世界大戰後，曾經當九龍巴士司機，駕駛第13路公共汽車（佐敦道碼頭－牛池灣）。

## 外部連結
- 香港電影資料館：廖夢覺[永久]
- 廖夢覺、曹綺文：《村姑娘》 （页面存档备份，存于）